# Tantilla cuniculator
Tantilla cuniculator (петенська багатоніжкова змія) — вид змій родини полозових (Colubridae). Мешкає в Мексиці, Белізі і Гватемалі.

## Поширення і екологія
Петенські багатоніжкові змії мешкають на півострові Юкатан в мексиканських штатах Юкатан і Кінтана-Роо, а також на півночі гватемальського департаменту Петен, в Національному парку Тікаль, та на півночі Белізу. Вони живуть у вічнозелених тропічних лісах, в колючих лісах та в деградованих заростях, на висоті до 200 м над рівнем моря.